# ザ・パンチャーズ
ザ・パンチャーズ（ざ・ぱんちゃーず）は、コミックバンド・音楽ショウ。
前身は1965年に結成された「クエッション・ボーイズ」（後の「ザ・クエッション」）
1972年に結成。吉本興業所属。旧うめだ花月や京都花月などの舞台に上がりコントチックなステージを披露していた。
Mr.オクレが元メンバーであったことで知られる。レコード『可愛い女』をリリースしたが売れなかった。
2009年7月1日にコミックバンド「平和勝次とダークホース」の中川ヒロシをリーダーとして復活。（新しいグループは「ザ」を付けない、パンチャーズとなる）

## 新生 パンチャーズのメンバー
- 中川ヒロシ（、1951年4月5日 - ）

「平和勝次とダークホース」のメンバー。

## メンバー
メンバーの入れ替えが激しくある時東野がバーで知り合った女性を口説く目的で、「歌が巧い」という名目だけでその女性を舞台に上げたこともあった。（西川のりお談）
- 東野 俊介（本名：当野滋彦、1945年<昭和20年>12月26日 - ）、リーダー、ギター担当。

滋賀県彦根市の生まれ、「クエッション・ボーイズ」から中心人物として活躍。頭皮が薄く7:3分のヘアースタイルを「ふっ」と息を吹きかけると見事に地肌が出現させる芸があった。（現在同じような芸を海原はるか・かなたが行なっている）
- フラット三船（本名：三船勲、1944年<昭和19年>3月5日 - ）、サックス担当。兵庫県姫路市出身。実家は電気屋。そのためにフラットにした。

- ナンバ 四郎（本名：岡田信行、1953年<昭和28年>4月30日 - ）、ベース担当。

兵庫県明石市出身。在籍時の生年月日は1949年(昭和24年)6月20日としていた。「クエッション・ボーイズ」の時代ではローディー。1973年1月より加入。現在「Mr.オクレ」の名でテレビや吉本新喜劇で活躍中、当時メンバーから舞台に登場が遅れたり演奏が遅れたりするネタがメンバーがズッコケて「遅い遅い！」とつっこまれる芸があった。
- 岩下 ミーコ（本名：岩下昌美、 1954年<昭和29年>5月16日 - ）、ボーカル、エレクトーン担当。女性。大阪府大阪市出身。加入時は女子大生。

- 滝 裕二（本名：迫田正昭、1944年<昭和19年>2月5日 - ）、ドラム担当。

大阪府大阪市出身。「クエッション・ボーイズ」時代からのメンバー、1979年脱退。
- 宮本 重孝（本名：宮本重孝、1956年6月27日 - ）、ギター担当。

大阪の出身。

## 元メンバー
- シンバル 鹿島（本名：鹿島源一、1954年1月24日 - ）、ドラム担当。

滝裕二が脱退した1979年に加入、元「平和勝次とダークホース」の伴奏要員。
- バイソン 梅村（本名：梅村敏明、1949年 - ）、テナーサックス担当。

「ザ・クエッション」時代のメンバーで「ザ・パンチャーズ」結成直後に脱退した後廃業。バイソンとは梅村の読みを変えただけ。
- チャーリー 高尾（本名：、 ）、ドラム担当。

「ザ・クエッション」時代のメンバーで「ザ・パンチャーズ」結成直後に脱退した後廃業。
- 小川ジョージ（本名：小川ジョージ、1951年 - ）、ボーカル担当。
  - 1974年、ガッツジョージ・アーボーを結成、1976年頃解散。松竹芸能所属以前は吉本新喜劇に短期間在籍した。
  - 1976年、浮世亭ジョージ・ケンジを結成、第7回NHK上方漫才コンテスト・優秀話術賞、第12回上方漫才大賞・新人賞を受賞、1978年に解散。
  - 1978年、大平シロー（当時、松竹芸能所属）とジョージ・シローを結成、翌年解散。
  - 1980年頃、ニック・バレンチーノ[1]と「ザ・USA」を結成。
  - その後浮世亭三吾と1993年まで組んだが廃業。現在は浮世亭ショージと「浮世亭ジョージ・ショージ」として時折活動中。
- 宮脇 重政（本名：宮脇重正、1948年 - ）

1973年に加入。その後「秋田みちお・たみお」・「秋田イチカ・バチカ」を結成したが解散。元相方の神田雄介は解散後、「大阪笑ルーム」を結成した。
パンチみつおも一時期在籍していたことがある。（正式に名メンバーではなかったようである。）